# Алгонкински народи в Северна Каролина
Алгонкинските народи в Северна Каролина са самостоятелна обособена група от коренното население на Северна Америка. Алгонкинско говорещите племена, живеещи по североизточното крайбрежие на Северна Каролина са най-южното подразделение на алгонкините по Атлантическото крайбрежие. Като техните съседи на север те комбинират културите на Югоизтока и Североизтока. Затова били групирани като Югоизточни алгонкини. Принадлежността на различните племена към Алгонкинското семейство обаче все още е въпрос на спорове и дебати. Заради оскъдните езикови данни, които са оцелели през годините (основно около стотина думи) е доста трудно да се определи тяхната езикова принадлежност. Въз основа на наличните езикови материали племената роанок, кроатан и секотан са класифицирани към Алгонкинското семейство. От езика памлик има запазени само 37 думи и въз основа на тях те също са считани за алгонкинско племе. За уеапимиок и чоуанок данните са още по-малко, а за мораток и нюсиок се спори, че може да са и ирокезки племена.

## Култура
Крайбрежието на Северна Каролина е силно разчленено, с множество заливи, острови и пясъчни коси. Навътре от брега са пръснати множество езера, блата и пясъчни дюни. Субтропичният климат благоприятства развитието на пищна растителност и дава възможност за отглеждане на две – три реколти, заради дългия 250 дневен вегетационен период. Икономиката на племената живеещи тук се движи от лова, земеделието, риболова и събирачеството. Заради живота по брега риболовът е най-важната икономическа съставка, следвана от земеделието (отглеждането главно на царевица, боб, тиква, диня, слънчоглед). Подобно на северните им съседи, селата на Каролинските алгонкини са разположени около някой воден басейн и са ограждани с ограда. Вътре около централен площад са разположени от 10 до 30 продълговати или овални вигвама покрити с кора, тръстика или листа. Повечето жилища са дълги между 36 и 48 фута, с едно помещение. Има и по-големи домове, обикновено на вождовете, които са разделени на 4 – 5 помещения. Едно племе има от 1 до 18 села. Облеклото им също е подобно на Вирджинското и има за цел да покаже социалния ранг или пола. За по-обикновените хора набедреник и къси престилки са ежедневното облекло, съответно за мъжете и жените. Други дрехи представляват парчета от еленови или заешки кожи носени като рокли. На краката си обуват кожени мокасини. Дрехите на висшата класа са добре изработени и богато украсени с орнаменти и бои. Подобно на Вирджинските си роднини и тяхното общество се дели на класи. Висшата класа включва вожда и семейството му, религиозните лидери и техните помощници. Тази горна класа се ползва с различни привилегии и управлява племето. И мъжете и жените обичат да боядисват телата и лицата си и да се татуират. Що се отнася до социалната им организация, почти нищо не е известно. Знае се само, че домакинството от около 10 души е най-малката обществена единица. Не е известно да е имало някаква формална племенна организация, нито някакви други обединения като конфедерации и съюзи. Не съществува рязка граница между териториите на отделните племена, затова често две или повече племена са възприемани от ранните колонисти като едно племе или обратното.

## История
Първият европеец, който посещава крайбрежието на Северна Каролина е Джовани да Верацано през 1524 г. Той обаче не слиза на брега. Първите данни за местното население достигат до нас от английската колония на остров Роанок основана през 1585 г. Въпреки че преди това, през 1558 г. испанците установяват контакт със секотан, няма много сведения за индианците в испанските записи. Според колонията Роанок, около 7000 индианци живеят по Каролинското крайбрежие през 1585 г. Вследствие обаче на донесените нови европейски болести, в рамките на 4 – 5 години 25% от местното население измира. През 17, 18 и 19 век Алгонкинското население на Северна Каролина продължава да намалява с бързи темпове заради болестите и войните. Към 1709 г. остават едва около 600 души общо, а до 1915 г. остават само около 100 и то предимно със смесена кръв.

## Исторически алгонкински племена в Северна Каролина
Днес заради ранното им изчезване много от тези племена не могат да бъдат идентифицирани. През 1585 г. колонията Роанок записва имената на племената уеапимиок, чоуанок, моратук, роанок, секотан, помоуик, нюсиок и кроатан. Когато заселниците вече се установяват трайно в Северна Каролина след 1640 г. се срещат с хора от племената паспатанк, потескит, мачапунга, памлик, хатерас, чоуанок, уеапимиок, роанок, нюсиок и Беър Ривър. За паспатанк и потескит се спори, че са подразделения на уиапимиок, памлик са идентифицирани с помоуик, а хатерас с кроатан. До 1657 г. изчезват племената записани от колонията Роанок – моратук и секотан.
Алгонкинските племена споменати в записките на колонията Роанок – 1585 – 1586 г.:
- Уеапимиок
- Чоуанок
- Моратук
- Роанок
- Секотан
- Помоуик
- Нюсиок
- Кроатан

Алгонкинските племена в Северна Каролина между 1657 и 1795 г.
До 1657 г. някои от племената споменати от колонията Роанок изчезват и се появяват нови. Има оцелели само от племената уеапимиок, чоуанок, роанок и нюсиок. Тези народи просъществуват по-дълго време, но в крайна сметка и те изчезват. Когато колонистите се установяват трайно в Северна Каролина след 1640 г. те се срещат с някои нови племена, които не са споменати от ранните колонисти през 1585 г.
- Уеапимиок
- Чоуанок
- Роанок
- Нюсиок
- Паспатанк
- Потескит
- Мачапунга
- Памлик
- Хатерас
- Беър Ривър

Потескит и паспатанк се предполага, че са подразделения на уиапимиок. Памлик са идентифицирани с помоуик, а хатерас с кроатан.